# EuroMed
EuroMed, również EU Med, MED9 (od ang. Europe Mediterranean, pol. Europa Śródziemnomorska) – zrzeszenie dziewięciu państw Europy Południowej – Chorwacji, Cypru, Francji, Grecji, Hiszpanii, Malty, Portugalii, Słowenii i Włoch, położonych w strefie śródziemnomorskiej oraz mających wspólne korzenie grecko-rzymskie. Wszystkie dziewięć krajów są członkami Unii Europejskiej, obecnie wszystkie mają wprowadzoną walutę euro oraz (z wyjątkiem Cypru) należą do bezgranicznej strefy Schengen. Strefa EuroMed ma ponad 202 mln mieszkańców i powierzchnię ponad 1,7 mln km².

## Członkowie
| Państwo    | Stolica  | Kod ISO | Ludność (2019) | Powierzchnia  | PKB (w milionach US$) |
| ---------- | -------- | ------- | -------------- | ------------- | --------------------- |
| Chorwacja  | Zagrzeb  | HR      | 4 149 000      | 56 594 km²    | 101 300               |
| Cypr       | Nikozja  | CY      | 875 898        | 9 251 km²     | 24 565                |
| Francja    | Paryż    | FR      | 67 028 048     | 640 679 km²   | 2 715 518             |
| Grecja     | Ateny    | GR      | 10 722 287     | 131 990 km²   | 209 853               |
| Hiszpania  | Madryt   | ES      | 46 934 632     | 504 030 km²   | 1 394 116             |
| Malta      | Valletta | MT      | 493 559        | 316 km²       | 14 786                |
| Portugalia | Lizbona  | PT      | 10 276 617     | 92 390 km²    | 237 686               |
| Słowenia   | Lublana  | SI      | 2 107 126      | 20 273 km²    | 48 393                |
| Włochy     | Rzym     | IT      | 60 359 546     | 301 338 km²   | 2 001 244             |
| Razem      | Razem    | Razem   | 202 946 713    | 1 756 861 km² | 6 747 461             |

## Historia
Organizacja została utworzona 17 grudnia 2013 w Brukseli, z inicjatywy ministrów spraw zagranicznych Cypru i Hiszpanii w celu wsparcia wspólnych interesów państw w ramach Unii Europejskiej. Pierwsze spotkanie na poziomie ministerialnym miało odbyć się w Grecji, ostatecznie miało miejsce w Alicante w Hiszpanii. Pierwszy szczyt z udziałem przywódców państw odbył się natomiast 9 września 2016 w Zappeionie w Atenach. 17 września 2021, podczas szczytu w Atenach, do EuroMed dołączyły Chorwacja i Słowenia.

## Szczyty

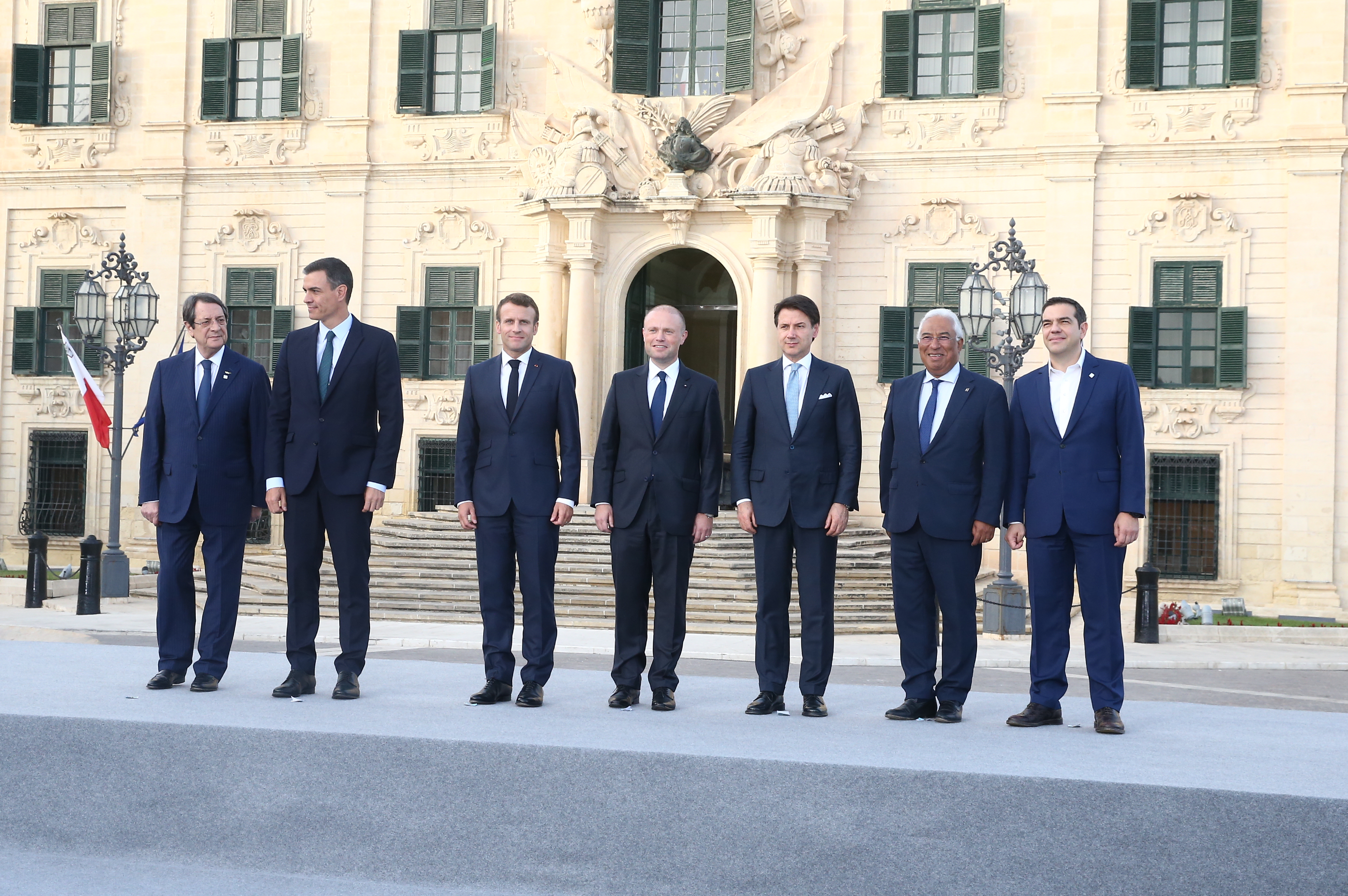
Szczyt przywódców państw grupy w Valletcie, 2019

| Lp. | Data             | Miejsce             | Temat                                                                                 |
| --- | ---------------- | ------------------- | ------------------------------------------------------------------------------------- |
| 1.  | 9 września 2016  | Ateny, Grecja       | Szczegóły sojuszu, omówienie wspólnej polityki gospodarczej.                          |
| 2.  | 28 stycznia 2017 | Lizbona, Portugalia | Wypracowanie wspólnych stanowisk na szczyty UE.                                       |
| 3.  | 10 kwietnia 2017 | Madryt, Hiszpania   | Wizja Unii Europejskiej po Brexicie.                                                  |
| 4.  | 10 stycznia 2018 | Rzym, Włochy        | Kryzys migracyjny.                                                                    |
| 5.  | 29 stycznia 2019 | Nikozja, Cypr       | Kryzys migracyjny, Brexit, zjednoczenie Cypru.                                        |
| 6.  | 14 czerwca 2019  | Valletta, Malta     | Dążenie do zerowej emisji dwutlenku węgla, płaca minimalna, budżet interwencyjny UE.  |
| 7.  | 10 września 2020 | Ajaccio, Francja    | Spór grecko-turecki i misja wojskowa w Libii.                                         |
| 8.  | 17 września 2021 | Ateny, Grecja       | Sytuacja na Cyprze, w Syrii, Libanie, Tunezji i Afganistanie, problemy związane z UE. |